# Școala pozitivistă a dreptului penal
Școala pozitivistă a dreptului penal, cunoscută și drept Școala italiană, este numele dat unui curent de gândire juridică, prezent în special la sfârșitul secolului al XIX-lea și începutul secolului al XX-lea.
Pozitiviștii considerau că fenomenul crimei era unul natural, social, mai mult decât unul juridic, cauzat de anumite anomalii în firea individului. Criminalul este un om anormal, influențat în sens negativ de mai mulți factori criminogeni, atât interni (starea biofizică, intelectuală, sentimentală), cât și externi (educația, nivelul de cultură, starea economică, socială, etc).